# Federación dominicana de baloncesto
La Federación dominicana de baloncesto (FEDOMBAL) es el organismo que rige las competiciones de clubes y la Selección nacional de República Dominicana. Pertenece a la asociación continental FIBA Américas.
Historia Fundación FEDOMBAL.
Don Máximo Llaverías Martí, un gran entusiasta que llegó a la inmortalidad deportiva por sus esfuerzos a favor de la disciplina, tuvo el ingenio de crear la primera institución rectora del baloncesto nacional dominicano. Creador del famoso equipo "Mosqueteros de La Normal", Llaverías Martí aprovechó el auge que había tomado el baloncesto a principios de la década del 40 para idear una institución que aglutinara a todos los que amaban este deporte inventado en 1891 por el doctor de origen canadiense James Naismith.
En 1932 se fundó la International Basketball Federation (FIBA) y poco después Llaverías Martí fue sentando las bases para organizar la rectora local. Así, en 1940 este hombre dio los pasos exactos para crear la Asociación Dominicana de Basket Ball, un embrión de lo que hoy es la FEDOMBAL. Previo al nacimiento de la entidad, don Máximo Llaverías Martí había tenido contacto con dirigentes del baloncesto puertorriqueño, quienes ya tenían organizada la liga del vecino país y recibían material técnico de los Estados Unidos por medio de la visita de norteamericanos que conocían el juego.
Esos contactos permitieron que en 1938 Llaverías Martí recibiera una delegación de Puerto Rico, específicamente el combinado "Mural Stone", para medir fuerzas con sus Mosqueteros. La serie terminó 4-1 a favor de los boricuas, pero el desquite no se hizo esperar por mucho, ya que en 1940 la República Dominicana habría de enviar a su primera delegación basketera al exterior, que resultó ganadora. 
Ese año el baloncesto local se manejó bajo el protectorado de la asociación creada por don Máximo. El organismo creado por Llaverías Martí, sin embargo, no tuvo el éxito esperado. Aunque se creó años después el cargo de Comisionado Nacional de Baloncesto como parte de la antigua Dirección General de Deporte, el organismo deportivo oficial y representante del gobierno, la Asociación Dominicana de Basket-Ball no progresó como esperaban Llaverías Martí y sus alumnos y amigos más entusiastas, entre los cuales destacaban el joven Virgilio Travieso Soto, quien habría de convertirse, con el tiempo, en el verdadero Padre del Baloncesto Dominicano. Virgilio fue un consagrado atleta que practicó el juego con amor y entusiasmo, características que él exigía de los demás actuantes en este deporte. Varias veces integró la selección nacional, pero su principal atributo fue el liderazgo que mostró como dirigente deportivo y profesor de educación física y deportes, a lo largo de una vida llena de acciones ejemplares. 
Travieso Soto organizó la Liga Intercolegial y desde allí impulsó el deporte escolar. Siendo Comisionado Nacional de Basket Ball, Don Virgilio reorganizó la Federación Dominicana de Baloncesto en 1960. Desde entonces, la FEDOMBAL ha crecido de manera consistente y hoy es una de las federaciones más sólidas y prestigiosas del Continente Americano. 
- Datos: Q3741221